# 잘못된 삶 소송
잘못된 삶 소송(wrongful life suit)은 선천성 장애를 지니고 태어난 아이가 의사의 과실로 인하여 그 부모가 자신의 출산을 회피할 수 있는 기회를 박탈당하였다는 것을 이유로하여 의사를 상대로 손해배상을 청구하는 소송을 말한다.
잘못된 삶 소송의 이론적 배경은 의사는 태아를 대신하여 행위 할 부모에게 장애아가 태어날 가능성에 대한 정보를 제공하여야 할 의무를 부담하고 있으며, 부모가 그러한 정보를 제공받았더라면 아이의 임신을 피하였을 것이라는 사실에 있다.

## 종류
- 잘못된 임신(wrongful conception) 소송: 의료종사자의 피임처방,불임시술 또는 임신중절시술의 과실 로 인하여 건강하지만 계획하지 않았던 아이가 출생하였다는 것을 청구원인으 로 하여 아이의 부모가 제기하는 것이다.[3]
- 잘못된 출산(wrongful birth) 소송: 의료진의 산전진단 내지 유전상담상의 과실로 인하여 장애를 가지고 태어날 가능성이 있는 아이에 대하여 부모가 임신중절할 선택권을 박탈당하였다는 것을 소송원인으로 하는 경우를 말한다.[3]

잘못된 출산(wrongful birth)은 잘못된 임신(wrongful conception)에 비하여 상대적으로 새롭게 제기된 소송원인으로서 이러한 청구에 대한 잠재적인 피고는 의사, 유전상담사, 유전검사기관 등을 포함한다. 잘못된 출산(wrongful birth) 소송은 손상을 받았거나 장애를 가진 아이의 출생에 대하여 손해를 배상받기 위해 아이의 부모에 의하여, 또는 부모를 대리하여 제기된다. 이러한 잘못된 출산(wrongful birth) 소송의 기초는 부모가 아이를 가질 것인지 또는 임신을 종결할 것인지를 합리적으로 결정할 수 있도록 아이의 장애(가능성)를 의사가 발견하지 못하였거나 부모에게 조언하지 않았다는 것이다.
잘못된 삶(wrongful life) 소송과 달리 잘못된 출산(wrongful birth) 소송은 부모가 경제적 회복을 위해 제기할 수 있다. 주장의 본질은 피고인의 행위가 아니었다면 부모가 임신을 중단했을 것이고 장애아 양육에 드는 특별한 비용을 피할 수 있었을 것이라는 데 있다.
- 잘못된 삶(wrongful life) 소송: 피고의 과실로 인하여 부모가 장애아 임신의 위험성을 모른 채 임신하거나 임신 중에 장애를 알았다면 임신중절 하였을기회를 박탈당하여 장애아를 출산하였다는 것,다시 말해 피고의 과실이 없 었더라면 자신이 태어나지 않았다는 것을 청구원인으로 하여 아이 또는 아이 의 부모가 아이를 대리하여 제기하는 경우를 말한다.원치 않은 삶 소송의 핵심은 아이가 태어나지 않는 것이 더 낫다는 것이다.

일반적으로 잘못된 삶(wrongful life)은 앞서 살펴본 잘못된 출산(wrongful birth)이 발생하는 상황과 동일한 상황에서 동시에 성립한다. 그에 따라 잘못된 삶(wrongful life) 소송은 대부분 원하지 않은 임신 또는 원치 않은 출산 청구와 함께 제기된다. 그러나 잘못된 출산(wrongful birth) 소송과는 달리 잘못된 삶(wrongful life) 소송은 우리의 윤리적인 통념에 반하는 불편한 주장 -‘장애를 가진 삶보다 비존재가 차라리 낫다’-을 함축하고 있는 까닭에 극히 제한적으로 받아들여진다. 의사가 장애 그 자체를 야기한 것이 아니라 의사의 과실이 없었다면 아이가 태어나지 않았고 고통스러운 상태를 겪지도 않았을 것이라고 주장하는 점에서 통상적인 의료과오소송의 대상이 되는 산전손상(prenatalinjury)과는 차별화된다.

## 판례(대한민국)
- 【판결요지】    [1] 의사가 기형아 판별확률이 높은 검사 방법에 관하여 설명하지 아니하여 임산부가 태아의 기형 여부에 대한 판별확률이 높은 검사를 받지 못한 채 다운증후군에 걸린 아이를 출산한 경우, 모자보건법 제14조 제1항 제1호는 인공임신중절수술을 할 수 있는 경우로 임산부 본인 또는 배우자가 대통령령이 정하는 우생학적 또는 유전학적 정신장애나 신체질환이 있는 경우를 규정하고 있고, 모자보건법시행령 제15조 제2항은 같은 법 제14조 제1항 제1호의 규정에 의하여 인공임신중절수술을 할 수 있는 우생학적 또는 유전학적 정신장애나 신체질환으로 혈우병과 각종 유전성 질환을 규정하고 있을 뿐이므로, 다운증후군은 위 조항 소정의 인공임신중절사유에 해당하지 않음이 명백하여 부모가 태아가 다운증후군에 걸려 있음을 알았다고 하더라도 태아를 적법하게 낙태할 결정권을 가지고 있었다고 보기 어렵다고 할 것이어서 부모의 적법한 낙태결정권이 침해되었다고 할 수 없다. [2] 인간 생명의 존엄성과 그 가치의 무한함에 비추어 볼 때, 어떠한 인간 또는 인간이 되려고 하는 존재가 타인에 대하여 자신의 출생을 막아 줄 것을 요구할 권리를 가진다고 보기 어렵고, 장애를 갖고 출생한 것 자체를 인공임신중절로 출생하지 않은 것과 비교해서 법률적으로 손해라고 단정할 수도 없으며, 그로 인하여 치료비 등 여러 가지 비용이 정상인에 비하여 더 소요된다고 하더라도 그 장애 자체가 의사나 다른 누구의 과실로 말미암은 것이 아닌 이상 이를 선천적으로 장애를 지닌 채 태어난 아이 자신이 청구할 수 있는 손해라고 할 수는 없다.[4]

## 판례(미국)
캘리포니아, 워싱턴, 뉴저지 주에서만 부당 출생 불법 행위를 인정하고 있지만, 세 주 모두 아동의 손해 배상 한도를 선천적 결함으로 인한 특별 치료 비용으로 제한하고 있다. 각 사례에서 주법은 이미 부당 출생 이론에 따라 부모가 아동의 미성년기에 발생한 특별 손해를 복구할 수 있도록 허용하고 있었다. 그러나 세 법원이 각각 부당 출생 청구를 인정하게 된 강력한 동기는 부당 출생 청구가 자녀가 성년이 된 후 발생할 특별한 비용에 대한 손해 배상을 제공하지 못했기 때문이다.

1. 캘리포니아
캘리포니아는 부당한 생명에 대한 소송을 인정한 최초의 관할권이다. Turpin v. Sortini 사건에서 의사는 부부의 첫째 아이가 청각 장애가 있고 유전적 질환인데도 정상 범위 내의 청력을 가지고 있다고 과실로 진단했다. 부부는 의사의 진단을 믿고 둘째 아이를 낳았고, 이 아이 역시 청각 장애를 가지고 태어났다. 아이는 의사를 상대로 일반 손해와 특별 손해에 대해 소송을 제기했다. 법원은 일반 손해 배상을 거부하면서 다른 관할권 법원에서 부당 생명 소송을 허용하지 않을 때 사용한 논리와 동일한 논리에 의존했다: "(1) 원고가 실제로 장애를 가지고 태어나지 않은 것과 달리 장애를 가지고 태어남으로써 손해를 입었는지 여부를 합리적이고 이성적인 방식으로 판단하는 것은 불가능하며, (2) 첫 번째 장애물을 극복할 수 있다고 하더라도 공정하고 비추론적인 방식으로 일반 손해배상을 평가하는 것은 불가능하다."는 것이다.
그러나 법원은 자체 논리를 무시하고 아동에게 "특수 교육, 훈련 및 청각 장비에 대한 특별한 비용"에 대해 특별 손해배상을 인정했다. 법원은 아동이 아닌 부모가 아동의 치료 비용을 배상하도록 허용하는 것은 "비논리적"이라고 판단했기 때문이다. 법원은 (1) 특히 심각한 경우에는 결함이 있는 삶보다 존재하지 않는 것이 더 나을 수 있고, (2) 특별 손해는 쉽게 확인할 수 있으며, (3) 아동의 특별하고 필요한 의료 비용은 아동과 가족에게 불공평한 부담을 줄 것이라고 판단했다. 마지막으로 법원은 태아는 스스로 결정할 수 없지만 아동의 부모가 출생 여부를 아동의 이익을 위해 결정할 것으로 신뢰할 수 있다고 판단했다.
주목할 점은, 터핀 법원은 제2항소법원이 부당 생명에 대한 일반 손해배상 청구를 지지한 이전 캘리포니아 사건인 Curlender v. Bio-Science Laboratories 사건을 구체적으로 무효화하지 않았다는 점이다. 컬렌더 사건에서 부모는 피고인 의료 실험실과 의사에게 테이-삭스병 보균 여부를 확인하도록 했지만 피고는 부모에게 테이-삭스 보균자 여부에 대한 부정확한 정보를 제공했고, 그 후 아이는 상당한 신체적 기형, 심각한 지적 장애 및 심한 통증을 유발하는 테이-삭스병을 가지고 태어났으며, 아이의 기대 수명은 4년 미만으로 판정되었다. 이 판결에서 법원은 유전자 검사에 관여하는 사람들에게 태아에 대한 주의 의무를 부과했으며, 이는 이후 사건에서 이의를 제기하지 않았다. 그러나 터핀은 일반 손해에 관한 컬렌더 법원의 이론적 근거를 거부했다:
컬렌더 법원의 분석의 근본적인 오류는 피고들이 주장하는 불법 행위의 본질적인 특성을 무시하고 불법 생명 행위와 위에서 언급한 일반 태아 상해 사건 사이의 중요한 차이를 모호하게 만든다는 점이다. 일반적인 태아 상해 사건에서 피고의 과실이 없었다면 아이는 건강하게 태어났을 것이므로, 일반적인 개인 상해 사건에서와 마찬가지로 해당 사건의 피고는 타인의 과실로 인한 신체적 상해로부터 자유로울 수 있는 아이의 기본권을 방해한 것이다. 원고가 "완전한 청각 장애 없이 온전한 기능적 인간으로 태어날 기회"를 전혀 갖지 못했다는 말이다. 피고가 자신의 업무를 제대로 수행했다면 원고는 청력을 온전하게 유지한 채로 태어나지 않았을 뿐만 아니라 소장에 따르면 아예 태어나지 않았을 수도 있었다.
이후 캘리포니아에서 부당 생명 소송에서 일반 손해배상을 인정한 사례는 없다.

2. 워싱턴
워싱턴은 캘리포니아를 따라 불법 생명에 대한 제한적 소송 원인을 인정했다. Harbeson v. Parke-Davis 사건에서 세 명의 의사가 산모가 임신 중 항전간제 딜란틴을 복용한 것과 관련된 선천적 결함의 위험을 알리지 않았다. 그 결과 두 명의 미성년 원고는 태아 하이단토인 증후군을 앓고 태어났다.
캘리포니아 법원과 마찬가지로 워싱턴 대법원도 "잘못된 삶 소송에서 다른 관할권에서 가장 논란이 되는 요소는 부상과 손해의 정도"라고 인정하고 "존재하지 않는 것과 비교하여 손상된 생명의 가치를 측정하는 것은 판사든 배심원이든 인간을 넘어서는 작업"이라고 인정했다. 그럼에도 불구하고 법원은 부상 요소에 대한 판단의 어려움을 어떻게 극복했는지 설명하지 않고 특별 손해 배상을 허용했다. 대신, 법원은 '아동이 아닌 부모에게만 아동의 치료 비용을 배상하도록 허용하는 것은 비논리적이고 비정상적'이라는 터핀 법원의 판단에 동의했다. 또한, 법원은 "의료 및 특수 교육에 대한 특별 비용"이 "계산 가능하다"고 판결했다.

3. 뉴저지
뉴저지 대법원은 Procanik v. Cillo 사건에서 부당 생명 청구에 대한 기존 입장을 뒤집고 캘리포니아 및 워싱턴에서 취한 접근 방식을 채택했다. 뉴저지 대법원은 선천성 풍진 증후군 진단 실패에 대한 일반 손해배상 청구는 인정하지 않았지만 아동에게 특별 손해배상을 인정했다. 캘리포니아 및 워싱턴과 마찬가지로 뉴저지 대법원은 일반 손해배상을 거부하면서 "문제의 핵심은 존재하지 않는 것을 측정하거나 존재하지 않는 것과 [아동의] 장애로 인한 고통과 고통을 비교할 수 있는 합리적인 방법이 없다는 것이다."라고 말했다. 법원은 이러한 불일치를 설명하지 않고 다음과 같이 추론했다: "특별 의료비 회수를 허용하기로 한 우리의 결정은 비생명이 손상된 삶보다 낫다는 개념을 전제로 한 것이 아니라 살아있는 자의 필요를 전제로 한 것이다. 우리는 고통의 짐을 지는 데 도움을 달라는 산 자의 요청에 응답하고자 할 뿐이다."
특히, 이 사건은 부모가 추가 비용을 회수하기 위해 부당 출생 소송을 청구했지만 제한에 의해 금지되어 회복 가능성이 없다는 점에서 특히 동정심을 불러 일으켰다. 법원은 아동의 장애로 인한 재정적 영향은 부모뿐만 아니라 아동에게도 미친다는 점을 지적하면서 "의료 과실로 인해 발생하는 엄청난 비용 부담을 회복할 권리는 '부모가 소송을 제기할 수 있는지 여부라는 전적으로 우연한 상황'에 의존해서는 안 된다."고 결론을 내렸다.

## 문제
'잘못된 삶' 불법 행위는 여러 가지 흥미롭고 당혹스러운 철학적 문제를 제기한다. '잘못된 삶'에 대한 소송에서 원고(보통 유아)는 일부 부주의한 행동이 원고의 생명을 초래했다고 주장하는 소송(보통 의사를 상대로)을 제기한다. 심각한 결함을 가지고 태어나는 것. 이것의 가장 당혹스러운 특징은 원고가 자신이 태어나지 않았더라면 더 나았을 것이라고 주장하고 있다는 점이다. "잘못된 삶" 주장이 허용되어서는 안된다는 주장을 하는 많은 주장이 나타났다. 누군가가 존재하지 않았더라면 더 나았을 것이라고 주장하는 것이 무의미하거나 존재함으로써 누군가가 얼마나 손상을 입었는지 평가하는 것이 불가능하기 때문이다.

## 관련 도서
- 김원영, '실격당한 자들을 위한 변론'

당신은 장애인을(그리고 이 책이 말하는 '잘못된 삶'의 어느 경우에 해당하든) 공동체의 동등한 구성원으로 받아들이고, 그들에 대한 어떠한 차별에도 반대하며, 그들의 삶이 어려움이 따르기는 하겠지만 그럼에도 반드시 불행하거나 가치 없는 건 아니라고 믿는가? 그런 당신은 장애아가 태어나는 순간도 비장애아의 탄생과 마찬가지로 축복과 기대, 희망과 사랑으로 가득한 경이로운 시간으로 기억할 자신이 있는가? '잘못된 삶'도 존엄하고 매력적이고 풍성한 삶이라는 것을 '변론'하려는 나는, 간단한 시술로 내 장애를 고칠 수 있고 나와 같은 장애아를 출산하지 않을 수 있는 경우에도 거리낌 없이 그 시술을 거부할 자신이 있는가? -4장 잘못된 삶, 99p

## 같이 보기
- 생명윤리학